# النجاة من الغرق فی بحر الضلالات
النجاة من الغرق فی بحر الضلالات یا نجات اثری از ابن سینا است که در واقع چکیده‌ای از کتاب شفا دیگر اثر کامل فلسفی ابوعلی سینا به‌شمار می‌آید. معنای عنوان این کتاب «رهایی از افتادن در دریای گمراهی‌ها» است.. این کتاب شامل یک دوره فلسفهٔ نظری (منطق، طبیعیات، ریاضیات و الهیات) است که در بخش‌های منطق با ۱۴۹ فصل، طبیعیات با ۶ مقاله (مجموعا دارای ۴۶ فصل)، ریاضیات با ۲۹ عنوان و فصل و الهیات با ۲ مقاله (مجموعا دارای ۶۲ فصل) تنظیم شده‌است.

## چاپ‌ها
این کتاب توسط محمدتقی دانش‌پژوه تصحیح شده است و توسط انتشارات دانشگاه تهران چاپ شده است.